# Ален Шаба
Алѐн Шаба̀ (на френски: Alain Chabat, [alɛ̃ ʃaba(t)]) е френски актьор, режисьор, сценарист, филмов продуцент и телевизионен водещ.
Роден е на 24 ноември 1958 година в Оран, Алжир, в семейство на магребски евреи, което през 1963 година се изселва в предградията на Париж. През 80-те години работи в радиото, а широка известност придобива със създадената през 1987 година комедийна група „Нюл“, която има популярно предаване в телевизията „Канал+“. От средата на 90-те играе успешно и в киното, където също пише сценариите или режисира филми, като „Градът на страха“ (La Cité de la peur, 1994), „Астерикс и Обеликс: Мисия Клеопатра“ (Astérix & Obélix: Mission Cléopâtre, 2002), „По следите на Марсупилами“ (Sur la piste du Marsupilami, 2012).